# Lene Pind
Lene Pind (født 1943) er en dansk kvindesagsforkæmper og tidligere gymnasielærer og rektor.
Pind er cand.mag. i engelsk og latin fra Københavns Universitet (1971). Hun tog pædagogikum på Horsens Statsskole i 1971.
Fra 1971 var hun ansat som adjunkt på Viborg Amtsgymnasium indtil hun i 1990 skiftede til en stilling som rektor ved Tornbjerg Gymnasium i Odense,
hvortil hun ifølge Politiken medbragte "et dybt personligt engagement i, respekt for og fokus på gymnasieeleverne, deres liv og dannelse."
I denne stilling var hun indtil foråret 2007.
På Fyn engagerede hun sig grundigt i pædagogisk udvikling herunder oprettelsen af Syddansk Universitets Institut for Gymnasiepædagogik.
Pind var forkvinde for Dansk Kvindesamfund fra 1987 til 1991.
Efter sin pensionering påtog hun sig igen en ledende rolle i kvindesagen som generalsekretær for International Alliance of Women, hvor hun havde været medlem af styrelsen siden 1997.
Udover disse hverv kan Pind opliste en længere række af tillidshverv og medlemskaber indenfor kvindesagen og uddannelsesinstitutioner, blandt andet er hun medlem af repræsentantskabet for Syddansk Universitet, medlem af bestyrelsen for det Socialpædagogisk Seminarium i Odense og hun var medlem af Ligestillingsrådet fra 1988 til 1994.
Ved Kommunalvalget 2009 var Pind opstillet til Odense Byråd for Det Radikale Venstre.
Hun fik 25 personlige stemmer.
Pind har skrevet flere værker om piger og uddannelse.
Hun modtog Marie Løngaards rejselegat i 1991 og blev ridder af Dannebrogsordenen i 1998.
Pind har bopæl i Bellinge og to voksne døtre.